# Aérodrome de Pender Harbour
L'aérodrome de Pender Harbour est un aérodrome situé en Colombie-Britannique, au Canada.